# Leucodon subulatus
Leucodon subulatus là một loài Rêu trong họ Leucodontaceae. Loài này được Broth. mô tả khoa học đầu tiên năm 1929.